# System Information for Windows
System Information for Windows (SIW) is een programma dat informatie verzamelt over een computer op Microsoft Windows. Het programma is geschreven in C++ door Gabriel Topal.

## Commando's
- /help - helpinformatie over de command line-opties
- /quickreport - de verkregen informatie opslaan in een HTML-bestand
- /shutdown - de computer uitschakelen

Voorbeeld:
C:\Program Files\SIW\siw.exe /help

## Alternatieven
- PC Wizard
- Speccy
- Sysinfo
- Mactracker